# 入生田
入生田（いりゅうだ）は、神奈川県小田原市の大字。

## 地理
小田原市の西部、早川北岸に位置する。風祭、水之尾、久野、箱根町湯本、早川の流路を境に早川と接している。

### 河川
- 早川

## 読み方

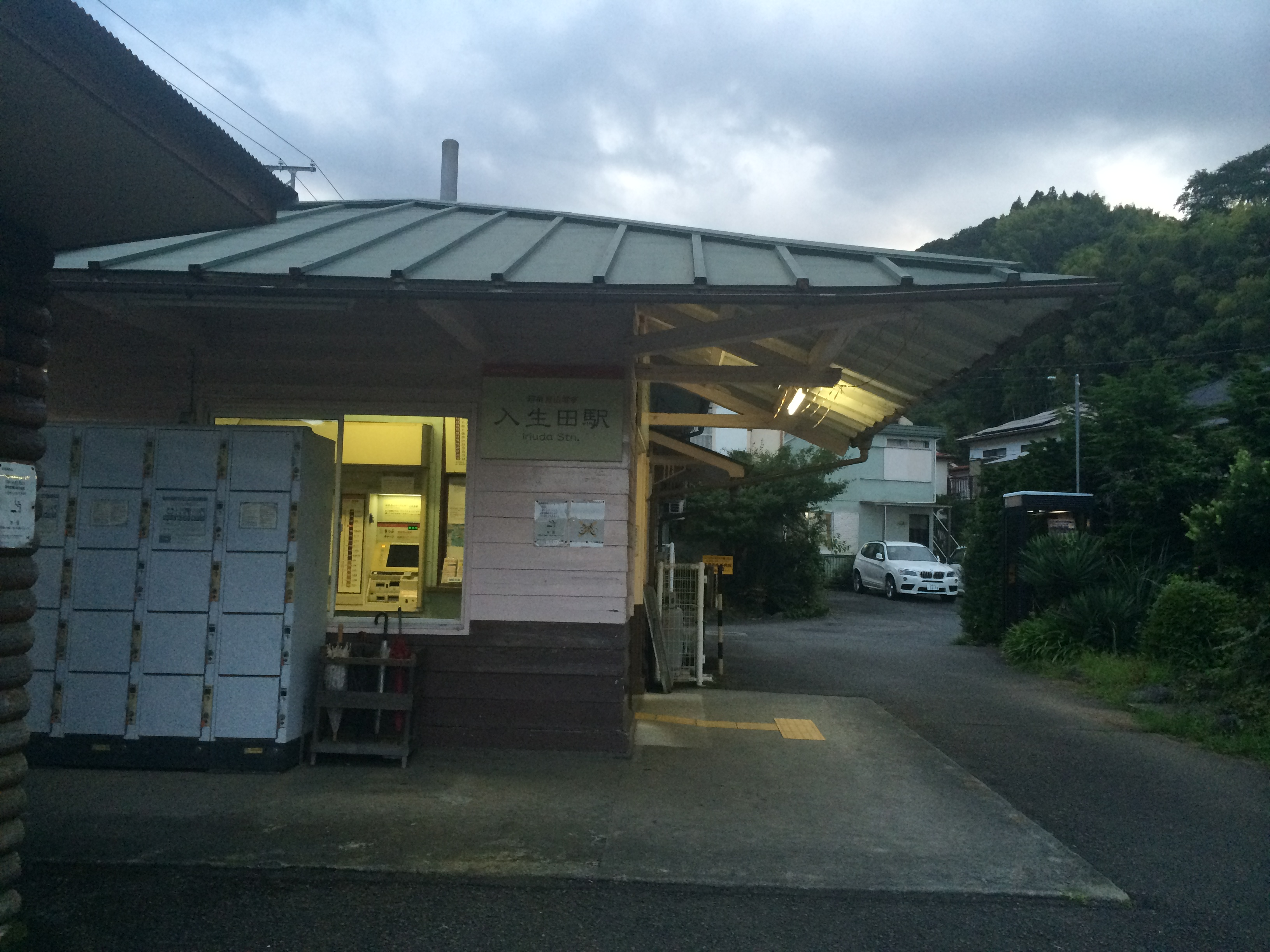
駅名の読みは「いりうだ」である

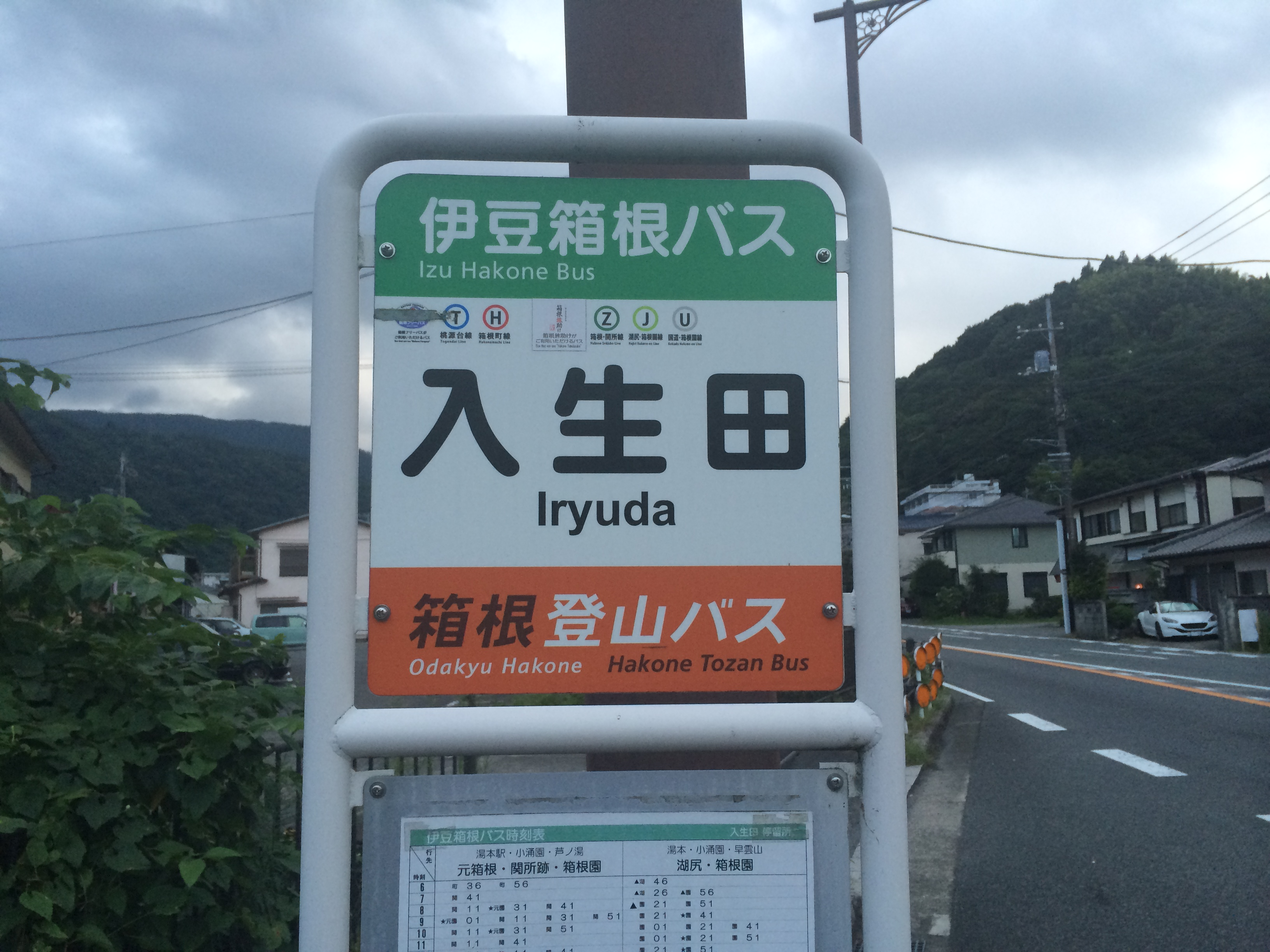
停留所の読みは「いりゅうだ」である

箱根登山電車の入生田駅の読み方は「いりうだ」(Iriuda)であるが、近隣の交差点や箱根登山バス、伊豆箱根バスの停留所の読み方は「いりゅうだ」(Iryuda)である。

## 世帯数と人口
2023年（令和5年）9月1日現在（小田原市発表）の世帯数と人口は以下の通りである。
| 大字   | 世帯数  | 人口  |
| ------ | ------- | ----- |
| 入生田 | 312世帯 | 849人 |

### 人口の変遷
国勢調査による人口の推移。
| 年                 | 人口  |
| ------------------ | ----- |
| 1995年（平成7年）  | 1,236 |
| 2000年（平成12年） | 1,196 |
| 2005年（平成17年） | 1,159 |
| 2010年（平成22年） | 1,102 |
| 2015年（平成27年） | 1,025 |
| 2020年（令和2年）  | 900   |

### 世帯数の変遷
国勢調査による世帯数の推移。
| 年                 | 世帯数 |
| ------------------ | ------ |
| 1995年（平成7年）  | 378    |
| 2000年（平成12年） | 374    |
| 2005年（平成17年） | 367    |
| 2010年（平成22年） | 381    |
| 2015年（平成27年） | 376    |
| 2020年（令和2年）  | 336    |

## 学区
市立小・中学校に通う場合、学区は以下の通りとなる（2023年7月時点）。
| 番地 | 小学校               | 中学校               |
| ---- | -------------------- | -------------------- |
| 全域 | 小田原市立大窪小学校 | 小田原市立城南中学校 |

## 事業所
2021年（令和3年）現在の経済センサス調査による事業所数と従業員数は以下の通りである。
| 大字   | 事業所数 | 従業員数 |
| ------ | -------- | -------- |
| 入生田 | 32事業所 | 392人    |

### 事業者数の変遷
経済センサスによる事業所数の推移。
| 年                 | 事業者数 |
| ------------------ | -------- |
| 2016年（平成28年） | 30       |
| 2021年（令和3年）  | 32       |

### 従業員数の変遷
経済センサスによる従業員数の推移。
| 年                 | 従業員数 |
| ------------------ | -------- |
| 2016年（平成28年） | 316      |
| 2021年（令和3年）  | 392      |

## 交通
道路は、古くは河川の早川に沿って東海道が通っている。
鉄道は、国道1号に沿って小田急箱根鉄道線（箱根登山電車）が走り、地区内に入生田駅がある。駅周辺には神奈川県立生命の星・地球博物館がある。
バスは箱根方面と小田原駅東口を結ぶ箱根登山バス、伊豆箱根バスの路線が通っている。

## 施設
- 神奈川県立生命の星・地球博物館
- 神奈川県立温泉地学研究所
- 小田急箱根入生田検車区
- 紹太寺 - 枝垂桜で有名。

## その他

### 日本郵便
- 郵便番号 : 250-0031[3]（集配局 : 小田原郵便局[14]）。